# Recess Appointment
Als Recess Appointment wird in den Vereinigten Staaten eine Ernennung („appointment“) durch den Präsidenten bezeichnet, die während der Sitzungspause („recess“) des Senats ohne dessen Zustimmung vorgenommen wird. Der amerikanische Senat muss ansonsten jeder Ernennung von Ministern, anderen hochrangigen Regierungsbeamten oder Richtern zustimmen. Tagt der Senat jedoch nicht, kann der Präsident diese Berufungen ohne Bestätigung des Plenums tätigen. Allerdings muss die Zustimmung des Senats spätestens zum Ende der neuen Sitzungsperiode nachgeholt werden. 
Dieses Instrument war wichtig als der Kongress nur für wenige Wochen im Jahr tagte; heutzutage tagt der Senat fast das ganze Jahr über, wodurch dieser Mechanismus weitaus weniger notwendig oder nützlich ist.
Recess Appointments sind politisch häufig umstritten, und daher verhindert der Senat seit den 2010er-Jahren Sitzungspausen zunehmend durch kurze pro forma Sitzungen, sodass der Präsident keine Recess Appointments mehr vornehmen kann.
Auch auf Ebene der Bundesstaaten sind Recess Appointments durch Gouverneure verbreitet.

## Beschreibung
Alle hochrangigen Posten, die innerhalb der Bundesregierung der Vereinigten Staaten vom US-Präsidenten besetzt werden, bedürfen einer Zustimmung („advice and consent“) des Senats. Dies betrifft insbesondere Minister und deren Stellvertreter, Richter am Obersten Gerichtshof und anderen Bundesgerichten sowie weitere hochrangige Beamte wie beispielsweise den Direktor des Auslandsgeheimdienstes CIA. Davon ausgenommen ist insbesondere der Stabschef des Weißen Hauses, der zwar in der politischen Praxis sehr wichtig ist, aber gewissermaßen „nur“ den Stab des Präsidenten leitet.
Der US-Präsident nominiert einen Kandidaten, der sich daraufhin ggf. einer oder mehreren Anhörungen im zuständigen Ausschüssen des US-Senats stellen muss, ehe das Plenum über seine Person abstimmt. Nach deren Abschluss stimmt der US-Senat über den Nominierten ab; erst danach kann dieser sein neues Amt antreten. Die andere Kammer des Kongresses, das Repräsentantenhaus, hat bei der Postenbesetzung kein Mitspracherecht.
Aus der Praxis der Senatsbestätigung ergibt sich das Problem, dass vakante Posten auch während der Sitzungspause des Senats besetzt werden müssen. Für diesen Fall ermächtigt die Verfassung den US-Präsidenten, Ämter vorübergehend auch ohne Zustimmung der Senatoren zu besetzen:

“The President shall have power to fill up all vacancies that may happen during the recess of the Senate, by granting commissions which shall expire at the end of their next session.”

„Der Präsident hat das Recht, während einer Tagungspause des Senats auftretende Vakanzen zu besetzen, indem er Ernennungen vornimmt, die zum Ende der nächsten Sitzungsperiode ablaufen.“

Tagt der Senat nicht, beispielsweise während der Weihnachtsferien, kann der Präsident also Ämter ohne Zustimmung des Senats besetzen („per Dekret“). Diese Berufung muss nachträglich vom Senat bestätigt werden. Wird diese Zustimmung bis zum Ende der nächsten Sitzungsperiode nicht erteilt, läuft die Berufung automatisch aus. In der heutigen Praxis bedeutet dies, dass die Senatsbestätigung mit Ende des folgenden Kalenderjahres nach der Ernennung nachgeholt werden muss.

## Beispiele und Entwicklungen
Recess Appointments wurden von Präsidenten seit Bestehen des Landes angewandt. 1795 ernannte George Washington, der erste Präsident der Vereinigten Staaten, John Rutledge zum Obersten Bundesrichter, während der Senat nicht tagte. Diese Berufung wurde vom Senatsplenum später zurückgewiesen. Einige weitere Oberste Richter wurden ebenfalls per Recess Appointment ernannt, wie etwa Earl Warren im Jahr 1953 durch Präsident Dwight D. Eisenhower. Warrens Berufung wurde jedoch später vom Senat gebilligt. Während der Sommerpause im Jahre 1992 ernannte George H. W. Bush seinen Vizeaußenminister Lawrence Eagleburger zum neuen Außenminister. Die Senatsbestätigung erfolgte erst im Dezember des Jahres, nachdem Bush im Vormonat seine Wiederwahl verloren hatte. Eagleburger amtierte daraufhin nur noch wenige Wochen als Außenminister, weil Präsident Bush und sein Kabinett aus dem Amt schieden. Sein Vorgänger Ronald Reagan hat während seiner achtjährigen Präsidentschaft insgesamt 240 Recess Appointments vorgenommen, Bushs Nachfolger Bill Clinton in der gleichen Zeitspanne 139.
Politisch kontrovers werden Recess Appointments vor allem dann diskutiert, wenn der Präsident einer anderen Partei als die Senatsmehrheit angehört (siehe divided government). Von Januar 2007 bis Januar 2009, während der letzten beiden Amtsjahre des republikanischen Präsidenten George W. Bush, erklärte der demokratische Mehrheitsführer im Senat Harry Reid, man wolle Recess Appointments durch Bush verhindern. Dieser hatte zwar während der Sommerpause 2007 öffentlich erklärt, keine solche Berufungen vorzunehmen, schloss dies aber an Thanksgiving desselben Jahres nicht mehr aus. Daraufhin beschloss die demokratische Mehrheit im Senat in keine formale Sitzungspause einzutreten.
Seit den 2010er-Jahren verhindert der Senat Sitzungspausen zunehmend durch kurze pro forma Sitzungen, sodass der Präsident keine Recess Appointments mehr vornehmen kann.
Über das Jahr 2016 wurde von Demokraten und einigen US-Medien mehrmals die Möglichkeit eines Recess Appointments durch Präsident Barack Obama diskutiert. Dieser hatte nach dem Tod von Antonin Scalia den Juristen Merrick Garland im März 2016 zum Richter am Obersten Gerichtshof nominiert. Die republikanische Senatsmehrheit lehnte dessen Anhörung angesichts der Nähe der Präsidentschaftswahl im November ab und hatte bereits vor Garlands Benennung angekündigt, keinerlei Kandidaten von Obama anzunehmen. Beobachter sahen dies als politisch motiviert an, da Garland in einem einmaligen Vorgang durch die Gestaltung der Tagesordnung die Anhörung vor dem Plenum verweigert wurde, obwohl eine Beratung des Senats dazu in der Verfassung vorgeschrieben ist. Obama kritisierte zwar das Verhalten der Republikaner, verzichtete aber auf ein (verfassungsrechtlich zweifelhaftes) Recess Appointment, sodass der neue Präsident Donald Trump einen eigenen Kandidaten nominieren konnte.

## In den Bundesstaaten
In vielen US-Bundesstaaten stellt sich die Situation ähnlich wie auf Bundesebene dar. Hohe Regierungsbeamte und Richter an den bundesstaatlichen Gerichten werden vom Gouverneur ernannt, müssen üblicherweise aber vom Staatssenat bestätigt werden. Wenn dieser nicht tagt, können Gouverneure ebenso wie Präsidenten ein Recess Appointment vornehmen. Allerdings ist eine nachträgliche Bestätigung erforderlich, wenn der jeweilige Senat erneut tagt. Da in kleineren Bundesstaaten (im Gegensatz zu bevölkerungsreicheren) oft Feierabendparlamente verbreitet sind, die nur zu wenigen Sitzungswochen im Jahr zusammentreten, nutzen Gouverneure solche Berufungen oft häufiger als Präsidenten.

## Trivia
In der amerikanischen Fernsehserie House of Cards ernennt Präsident Frank Underwood seine Frau Claire zur UNO-Botschafterin per Recess Appointment, nachdem der Senat wenig zuvor die Nominierung mit knapper Mehrheit abgelehnt hat.